# Exhyalanthrax afer
Exhyalanthrax afer är en tvåvingeart som först beskrevs av Fabricius 1794.  Exhyalanthrax afer ingår i släktet Exhyalanthrax och familjen svävflugor. Arten har ej påträffats i Sverige. Inga underarter finns listade i Catalogue of Life.